# Ковалевський Іван Іванович
Ковале́вський Іва́н Іва́нович (* 1882, Монастирище, Липовецький повіт, Київщина — † 1955, Інгольштадт, Німеччина) — український драматичний актор і співак (тенор). Відомий за виступами в Театрі Миколи Садовського (1906–1920), де також був заступником директора трупи.

## Життєпис
Народився Іван Ковалевський у 1882 році на Київщині. Професійну діяльність розпочав управляючим трупи М. Кропивницького.
У молоді роки брав участь у Ніжинському аматорському драмгуртку, яким керувала Марія Заньковецька. На одну з вистав гуртка завітав сам Микола Садовський, який і запросив талановитого актора серед інших ніжинців (Ю. Милович, Г. Ніжинська (Москвичова), Є. Хуторна, М. Федорець) до свого театру, який спочатку відкрився в Полтаві, а невдовзі переїхав до Києва, де став стаціонарним.
У театрі Садовського Іван Ковалевський став не лише актором, але також його адміністратором, заступником директора трупи, відповідав за фінансовий стан театру.
Іван Іванович, — за словами Василька В. С., — один з найталановитіших учнів Миколи Садовського, який працював у його театрі з 15 вересня 1906 року. «Його амплуа — комічні ролі. Середнього зросту, увесь кругленький, приємна усмішка. Мав дзвінкий тенор. Ковалевському властивий був глибокий комедійний темперамент, органічне почуття гумору, щирість, безпосередність.»
У січні 1919 р. театр виїхав з Києва спочатку до Вінниці, потім до Кам'янця-Подільського. Коли Садовський захворів на тиф, І. Ковалевський з О. Корольчуком перебрали керування трупою на себе.
У 1920 році театр остаточно розпався. Іван Іванович продовжив роботу в Києві — у Державному народному театрі, Державному українському театрі ім. Т. Шевченка (1922–1925).
Згодом працював в Одеському театрі імені Жовтневої революції (1925–1929), де грав, зокрема, у «Феї гіркого мигдалю» І. Кочерги, і Житомирському обласному театрі (1933–1943).
З 1945 — в еміграції. Помер у місті Інгольштадт (Німеччина) в 1955 році.

## Ролі
- Терешко («Суєта» І. Карпенка-Карого)
- Шпак («Шельменко-денщик» Г. Квітки-Основ'яненка)
- Писар («Понад Дніпром» І. Карпенка-Карого)
- Стьопа («Мартин Боруля» І. Карпенка-Карого)
- Німець Курц («Хазяїн» І. Карпенка-Карого)
- Бобчинський («Ревізор» М. Гоголя)
- Шпонька («Як ковбаса та чарка, то й минеться сварка» М.Старицького)
- Лавушник («Дві сім'ї» М. Кропивницького)
- Писар Омелян Григорович («Бурлака» І. Карпенка-Карого)
- Білогубов («Тепленьке місце» О. Островського)
- Сганарель («Кам'яний господар» Л. Українки)